# 페르난다 가라이
페르난다 "페" 가라이 호드리게스(포르투갈어: Fernanda "Fê" Garay Rodrigues, 1986년 5월 10일 ~ )는 브라질의 배구 선수로 포지션은 윙 스파이커이다. 현재 수페를리가 브라질레이라 지 볼레이보우 페미니누의 팀인 프라이아 클루비와 브라질 여자 배구 국가대표팀 소속으로 뛰고 있다.